# North Charford
North Charford est un hameau dans le district de New Forest, dans le comté du Hampshire, en Angleterre, près de la frontière du Wiltshire . 
Historiquement, le nom fait référence à un manoir qui se trouve actuellement dans la paroisse civile de Breamore sur la rive ouest de la rivière Avon.

## Histoire
Le nord et le sud de Charford sont généralement identifiés par le gué de Cerdic qui apparaît deux fois dans la chronique anglo-saxonne. 
Il est d'abord mentionné pour l'année 508 quand on nous dit qu'après une bataille à l'est « la terre jusqu'au gué de Cerdic s'appelait Natanleaga ». 
Pour l'année 519, on nous dit que « Cerdic et Cynric ont succédé au royaume [des Saxons], et la même année, ils se sont battus contre les Britanniques à un endroit appelé gué de Cerdic ». 
Si une bataille a réellement eu lieu ici, il est possible que la frontière du Hampshire y ait été établie.
À l’époque du Domesday Book de 1086, North Charford (« Cerdeford ») était une zone habitée assez importante de 29 ménages. 
Les terres ont été partagées entre le comte de Salisbury et Alwy fils de Turber. 
Ce qu'Alwy possédait est peut-être devenu le manoir de Hale.
Richard II était le suzerain de North Charford en 1397, mais les Bulkeleys ont ensuite revendiqué la suzeraineté sur eux de leur manoir de Nether Burgate et leur cent de Fordingbridge. 
Cela a été refusé par Edward Abarowe, seigneur de North Charford en 1563, mais soixante-dix ans plus tard, Sir William Bulkeley était déclaré suzerain.
Au début du XIIIe siècle, Hamo de Bachamton et Geoffrey, fils de John, tenaient le manoir conjointement. Vers 1280, William Gerberd tenait le manoir qui passa à son héritier John Gerberd. Alice le tenait en 1316. Son fils William Gerberd a vendu le manoir avant 1353 à Walter Abarowe, à la mort duquel il a été transmis à sa veuve Isabel. Celle-ci a ensuite épousé Hugh Tyrell, mort en 1370, laissant un fils et héritier : John Abarowe. Le manoir resta dans la famille Abarowe jusqu'au XVIIe siècle. Il fut acheté au VIIIe siècle par Thomas Archer ou son neveu Henry Archer, qui le tenait à sa mort en 1768. Il a ensuite suivi la même descendance que Hale jusqu'au XIXe siècle, époque à laquelle il a été vendu à John Coventry du manoir de Burgate.
Une chapelle a été construite au début du XIVe siècle. Elle est supposée avoir été fondée « pour qu'un prêtre officie pour les habitants du manoir de North Chartforde ». La chapelle avec ses dîmes est mentionnée en 1628, mais avant 1727 elle était en ruines et il n'y en a plus aucune trace.
North Charford était une ancienne paroisse, généralement considérée comme distincte de celle de South Charford. La population de North Charford en 1870, ne comptait que 70 habitants dans 15 maisons. Au début du XXe siècle, North Charford ne comptait que quelques maisons dispersées et l'ancien manoir, converti en 1880 par le professeur Wrightson en un collège d'agriculture. La paroisse civile de North Charford a été abolie en 1932.
Aujourd'hui, l'ancien manoir de North Charford est situé dans la paroisse civile de Breamore, sur la rive ouest de la rivière Avon. L'Ordnance Survey, cependant, marque également North Charford environ un mile à l'est du village de Hale. L'ancienne paroisse comprenant des terres sur les rives ouest et est de la rivière Avon.